# Матурея
Матурея (порт. Maturéia) — муниципалитет в Бразилии, входит в штат Параиба. Составная часть мезорегиона Сертан штата Параиба. Входит в экономико-статистический микрорегион Серра-ду-Тейшейра. Население составляет 5226 человек на 2006 год. Занимает площадь 83,714 км². Плотность населения — 62,4 чел./км².
Праздник города —  14 декабря. 

## История
Город основан в 1995 году.

## Статистика
- Валовой внутренний продукт на 2003 год составляет 10 504 813,00 реалов (данные: Бразильский институт географии и статистики).
- Валовой внутренний продукт на душу населения на 2003 год составляет 2044,93 реалов (данные: Бразильский институт географии и статистики).
- Индекс развития человеческого потенциала на 2000 год составляет 0,553 (данные: Программа развития ООН).